# Пиетрасторнина
Пиетрасторнѝна (на италиански: Pietrastornina; на неаполитански: 'A Preta, А Прета) е село и община в Южна Италия, провинция Авелино, регион Кампания. Разположено е на 513 m надморска височина. Населението на общината е 1567 души (към 2010 г.).